# Carlos Trucco
Carlos Leonel Trucco Medina (Balnearia, Provincia de Córdoba, 11 de agosto de 1957) es un exfutbolista y actual director técnico argentino nacionalizado boliviano. Jugaba como arquero y su primer equipo fue Unión de Santa Fe. Su último club antes de retirarse fue Atlético Hidalgo, de México, donde ejerció la doble función de jugador y entrenador. Fue internacional de la selección de Bolivia, con la que disputó la Copa Mundial de 1994 y la Copa América 1997, de la que fue subcampeón. 

## Trayectoria
Comenzó su carrera en Club Atlético Independiente Unión Cultural de la localidad cordobesa de Balnearia, tuvo su debut profesional en Unión de Santa Fe y luego pasó por Vélez Sarsfield y Estudiantes de Río Cuarto.
En 1986, se trasladó a Bolivia, donde jugó para Destroyer's, Oriente Petrolero y Bolívar, además de tomar la decisión de nacionalizarse. Partió hacia Colombia para defender las camisetas de Unión Magdalena y Deportivo Cali. También tuvo un paso por el fútbol mexicano en Pachuca y Atlético Hidalgo.
Trucco fue el arquero titular de la selección de Bolivia en el Mundial de Estados Unidos 1994. Jugó los tres encuentros del grupo y recibió cuatro goles.
Actualmente, reside en Pachuca y trabaja en Pachuca como director en la capacitación de entrenadores. Formando así a jóvenes para ser grandes entrenadores de fútbol y dejar un legado.

## Selección nacional
Aunque nació en Argentina, fue internacional con la selección de Bolivia entre 1989 y 1997 y jugó un total de 51 partidos.En 2001, pasó a ser el entrenador de la misma.

### Participaciones en Copas del Mundo
| Mundial              | Sede           | Resultado      | PJ | GR |
| -------------------- | -------------- | -------------- | -- | -- |
| Copa Mundial de 1994 | Estados Unidos | Fase de grupos | 3  | –4 |

### Participaciones enCopas América
| Torneo                 | Sede                   | Resultado              | PJ | GR  |
| ---------------------- | ---------------------- | ---------------------- | -- | --- |
| Copa América 1995      | Uruguay                | Cuartos de final       | 4  | -6  |
| Copa América 1997      | Bolivia                | Subcampeón             | 6  | -5  |
| Total en Copas América | Total en Copas América | Total en Copas América | 10 | -11 |

### Participaciones enEliminatorias al Mundial
| Eliminatoria                          | Sede del Mundial       | Posición               | Resultado              | PJ | GR  |
| ------------------------------------- | ---------------------- | ---------------------- | ---------------------- | -- | --- |
| Eliminatorias Mundial de Italia 1990  | Italia                 | 2°lugar 6pts Grupo 1   | Eliminado              | 2  | -3  |
| Eliminatorias Mundial de USA 1994     | Estados Unidos         | 2°lugar 11pts Grupo B  | Clasificado            | 7  | -9  |
| Eliminatorias Mundial de Francia 1998 | Francia                | 8°lugar 17pts          | Eliminado              | 15 | -18 |
| Total en Eliminatorias                | Total en Eliminatorias | Total en Eliminatorias | Total en Eliminatorias | 24 | -30 |

## Clubes

### Como jugador
| Club                      | País      | Año       |
| ------------------------- | --------- | --------- |
| Unión de Santa Fe         | Argentina | 1975-1981 |
| Vélez Sarsfield           | Argentina | 1981      |
| Unión de Santa Fe         | Argentina | 1982-1984 |
| Estudiantes de Río Cuarto | Argentina | 1984-1986 |
| Destroyer's               | Bolivia   | 1985-1987 |
| Oriente Petrolero         | Bolivia   | 1988      |
| Unión Magdalena           | Colombia  | 1989      |
| Deportivo Cali            | Colombia  | 1990-1991 |
| Bolívar                   | Bolivia   | 1991-1994 |
| Pachuca                   | México    | 1994-1996 |
| Atlético Hidalgo          | México    | 1996-1997 |

### Como entrenador
| Club                 | País    | Año       |
| -------------------- | ------- | --------- |
| Atlético Hidalgo     | México  | 1996-1997 |
| Real San Luis        | México  | 1998      |
| Jorge Wilstermann    | Bolivia | 1999      |
| Veracruz             | México  | 2000      |
| Selección de Bolivia | Bolivia | 2001-2002 |
| Celaya               | México  | 2002      |
| Pachuca              | México  | 2003      |